# Palmital (kommun i Brasilien, São Paulo, lat -22,82, long -50,23)
Palmital är en kommun i Brasilien.   Den ligger i delstaten São Paulo, i den södra delen av landet, 800 km söder om huvudstaden Brasília. Antalet invånare är 21 257.
Följande samhällen finns i Palmital:
- Palmital

Trakten runt Palmital består till största delen av jordbruksmark. Runt Palmital är det ganska glesbefolkat, med 47 invånare per kvadratkilometer.